# دهانیسافا
دهانیسافا (به لاتین: Dhanisafa) یک روستا در بنگلادش است که در استان باریسال و در ناحیه پیروج‌پور واقع شده است.